# ZH-29
ZH-29 (Zbrojovka-Holek, 1929) — самозарядная винтовка чехословацкого производства.

## История
В довоенный период Чехословакия была одной из немногих стран, где велись значительные работы по созданию самозарядных винтовок. На оружейных заводах был создан целый спектр различных систем, рассчитанных в первую очередь на экспорт, нежели на собственную армию. Многие опытные системы самозарядных винтовок испытывались за границей, но серийно не выпускались.
Одной из самых удачных систем стала винтовка ZH-29, которая была разработана в конце 1920-х годов на оружейном заводе Česká Zbrojovka в городе Брно известным конструктором Эммануилом Голеком (Emmanuel Holek) по заказу Китая, который и стал основным покупателем этих винтовок. Винтовки ZH-29 выпускались с 1929 по 1939 год, их выпуск был завершён после оккупации Чехословакии Германией и более не возобновлялся.
Винтовка была признана лучшей по результатам проводившихся в 1929 г. в США сравнительных испытаний, однако на вооружение армии США принята не была. В первой половине 1930-х годов винтовки ZH-29 под различные патроны широко испытывались в ряде стран. Она поставлялась небольшими партиями на экспорт. Кроме того, армия Чехословакии заказала небольшое количество таких винтовок. Причинами тому стали сложность изготовления и высокая стоимость винтовки, а также её чувствительность к загрязнению и ненадёжная работа в тяжёлых условиях. После оккупации Чехословакии Германией эта винтовка появилась на вооружении вермахта.

## Конструкция
Самозарядная винтовка системы Голека действует по принципу отвода энергии пороховых газов через поперечное отверстие в стенке ствола. Запирание ствола достигается путём перекоса затвора влево, за вырез в стенке ствольной коробки. Для регулировки количества отводимых газов в зависимости от условий стрельбы в газовую камору вставлен газовый регулятор. Газоотводная система и прицельные приспособления имеют необычное расположение — они несколько смещены вправо. Винтовки ZH-29 выпускались как в самозарядном, так и в автоматическом вариантах, с возможность стрельбы очередями.
Ударный и спусковой механизмы собраны в спусковой коробке. Ударный механизм куркового типа. Спусковой механизм рассчитан на ведение огня одиночными выстрелами. Винтовка имеет предохранитель флажкового типа, блокирование спускового крючка происходит при переднем положении флажка.
Стрельба из винтовки ведётся 7,92-мм винтовочными патронами Маузера. Магазин приставной коробчатый на 5 или 10 патронов (в варианте с возможностью автоматического огня использовались магазины на 20 патронов от пулемёта ZB-26). Магазины также могли заполняться из обойм прямо на винтовке, при открытом затворе. При этом обойма с патронами вставляется сверху в специальные пазы ствольной коробки. В механизме была предусмотрена затворная задержка, останавливавшая затвор в открытом положении после израсходования всех патронов в магазине. Выключение затворной задержки осуществлялось нажатием на спусковой крючок, последующее нажатие на него приводило к выстрелу.
Для улучшения условий охлаждения ствола во время стрельбы в конструкцию винтовки введена специальная деталь — изготовленный из алюминия ребристый радиатор, расположенный на стволе перед цевьём.
Секторный прицел винтовки обеспечивает прицельную стрельбу на дальность до 1400 м. Его особенностью является наличие подвижной гривки прицельной планки. При проверке прицельной линии и введении боковых поправок гривка может перемещаться в обе стороны с помощью микрометрического винта.
Для ведения рукопашного боя винтовка ZH-29 комплектовалась отъёмным клинковым штыком.
Существенное влияние на ход боевых действий они не оказали, однако заложенные в них конструктивные решения использовались оружейниками других стран при создании образцов стрелкового оружия. В частности, ударный и спусковой механизмы германского MP43 имеют много общего с механизмами ZH-29.

## Варианты и модификации
- ZH-29[1][3]
- ZH-32 — экспортный вариант, выпущен в незначительном количестве[1][3]
- ZH-36[1]
- ZH-39 — модель 1939 года, которая имела некоторое сходство с ZH-29, но использовала запирание затвора перекосом в вертикальной плоскости. Характерной чертой этой опытной винтовки было верхнее расположение газоотводного узла и открытое расположение составного шомпола над стволом, между газоотводным узлом и мушкой.
- Во время войны чешские инженеры в числе прочих систем также разработали самозарядную винтовку ZK-420, также имевшую газоотводную автоматику, однако реально продвигать её на мировой рынок начали только уже после войны. Эта винтовка рекламировалась в чехословацких каталогах конца сороковых годов под самый широкий спектр винтовочных патронов, состоявших на вооружении в мире в тот период, однако сколько-нибудь существенных её поставок как в свои вооружённые силы, так и на экспорт, не зафиксировано.

## Страны-эксплуатанты
- Чехословакия[1][4]
- Китайская Республика — поставлена партия винтовок под патрон 7,92×57 Маузер[1][4]. Некоторое количество этих винтовок использовалось китайскими войсками в Маньчжурии и северном Китае уже в 1931 году, после японской оккупации Маньчжурии весной 1932 года и создания Маньчжоу-го некоторое количество этих винтовок использовали солдаты Маньчжоу-го[5]
- Греция — поставлена небольшая партия[1][4]
- Румыния — поставлена небольшая партия[1][4]
- Турция — поставлена небольшая партия[1][4]
- Эфиопия — в 1930-е заказала несколько десятков винтовок ZH-29 для императорской гвардии[6]
- Нацистская Германия — после оккупации Чехословакии запасы вооружения (включая винтовки ZH-29, ZH-32 и ZH-36) поступили в распоряжение немецких оккупационных властей. В ходе Второй Мировой войны некоторое количество винтовок ZH-29 использовалось немецкими войсками[4][7].